# Luba Genush
Luba Genush née le 9 septembre 1924 à Odessa et morte le 6 mai 2021 à Montréal est une artiste canadienne multidisciplinaire d'origine ukrainienne.
Tout au long de sa carrière, elle a pratiqué la gravure et la peinture, ainsi que des techniques mixtes, du dessin, de la céramique, de l'art informatique et des « collagraphies », décrites comme « des estampes collées et recyclées réimprimées pour former une nouvelle estampe ».

## Biographie
Originaire d'Odessa, Genush commence ses études à l'École des beaux-arts de Kiev, où elle étudie de 1938 à 1941. En 1942, sa famille fuit les nazis et émigre à Vienne, en Autriche. Genush fréquente l'Académie des Beaux-Arts de 1943 à 1948. En 1948, elle émigre à Montréal, au Canada, où elle étudie la céramique comme élève de Jean Cartier à l'École du Meuble de 1955 à 1956. De 1958 à 1959, elle étudie la gravure au Musée des beaux-arts de Montréal. Son travail sur les images de synthèse, portant sur la relation entre l'homme et la technologie, a été présenté dans des expositions au Musée des beaux-arts du Canada à Ottawa, le Musée des beaux-arts de Montréal et le Musée canadien de l'histoire à Gatineau, au Québec. Le travail de Genush a également figuré dans des expositions qui ont été présentées à l'étranger, par exemple à Moscou. Elle continue de vivre et de travailler à Montréal.
Genush était mariée à Pierre Gloor, un neurologue né en Suisse, jusqu'à sa mort ; le couple a deux enfants.

## Expositions notables
- 1975 : ARTFEMME'75 - Centre Saidye Bronfman / Musée d'art contemporain de Montréal / Galerie Powerhouse ; Montréal, Québec.